# 格魯伯河 (威悉河支流)
51°46′31″N 9°23′17″E / 51.775321°N 9.38812°E
格魯伯河（德語：Grube），是德國的河流，位於該國西部，流經北萊茵-威斯特法倫州，屬於威悉河的左支流，河道全長18.1公里，流域面積55.1平方公里。